# Доннелли, Рут (шахматистка)
Рут Доннелли (англ. Ruth Donnelly; 19 января 1920 — 4 апреля 2009) — американская шахматистка.

## Биография
С 1972 по 1989 год Рут Доннелли участвовала в девяти чемпионатах США по шахматам среди женщин, в которых достигла лучшего результата в 1972 году, когда заняла 3-е место. В 1973 году в Менорке она участвовала в межзональном турнире по шахматам, в котором заняла 20-е место. Дважды в 1992 и 1993 годах Рут Доннелли завоевывала бронзовую медаль на чемпионатах мира по шахматам среди сениоров.

## Изменения рейтинга
| Графики недоступны из-за технических проблем. См. информацию на Фабрикаторе и на mediawiki.org. |